# Dendropemon sintenisii
Dendropemon sintenisii är en tvåhjärtbladig växtart som beskrevs av Krug & Urb.. Dendropemon sintenisii ingår i släktet Dendropemon och familjen Loranthaceae. Inga underarter finns listade i Catalogue of Life.